# Апостольский викариат Сан-Хосе-де-Амазонас
Апостольский викариат Сан-Хосе-де-Амазонас (лат. Apostolicus Vicariatus Sancti Iosephi de Amazones) — апостольский викариат Римско-католической церкви с центром в городе Индиана, Перу.

## История
13 июля 1945 года Папа Римский Пий XII издал буллу «In catholici orbis», которой учредил апостольскую префектуру Сан-Хосе-де-Амазонас, выделив её из апостольского викариата Сан-Леон-дель-Амазонас.
3 июля 1955 года Римский папа Пий XII издал буллу «Etsi paterna», которой преобразовал апостольскую префектуру Сан-Хосе-де-Амазонас в апостольский викариат.

## Ординарии апостольского викариата
- епископ José Damase Laberge (4.01.1946 — † 25.12.1968)
- епископ Lorenzo Rodolfo Guibord Lévesque (29.05.1969 — 17.01.1998)
- епископ Alberto Campos Hernández (17.01.1998 — 8.08.2011)
- епископ José Javier Travieso Martín, C.M.F. (с 1 ноября 2014 года)

## Источник
- Annuario Pontificio, Libreria Editrice Vaticana, Città del Vaticano, 2003, ISBN 88-209-7422-3
- Булла In catholici orbis, AAS 38 (1946), стр. 13  (лат.)
- Булла Etsi paterna, AAS 47 (1955), стр. 755  (лат.)